# Perriers-en-Beauficel
Perriers-en-Beauficel ist eine französische Gemeinde im Département Manche in der Normandie. Sie gehört zum Kanton Le Mortainais und zum Arrondissement Avranches. Nachbargemeinden sind Saint-Michel-de-Montjoie im Nordwesten, Gathemo im Nordosten, Beauficel im Osten, Brouains im Südosten, Juvigny les Vallées im Südwesten und Lingeard im Westen.

## Bevölkerungsentwicklung
| Jahr      | 1962 | 1968 | 1975 | 1982 | 1990 | 1999 | 2008 | 2018 |
| --------- | ---- | ---- | ---- | ---- | ---- | ---- | ---- | ---- |
| Einwohner | 427  | 400  | 321  | 268  | 216  | 214  | 230  | 213  |

## Sehenswürdigkeiten

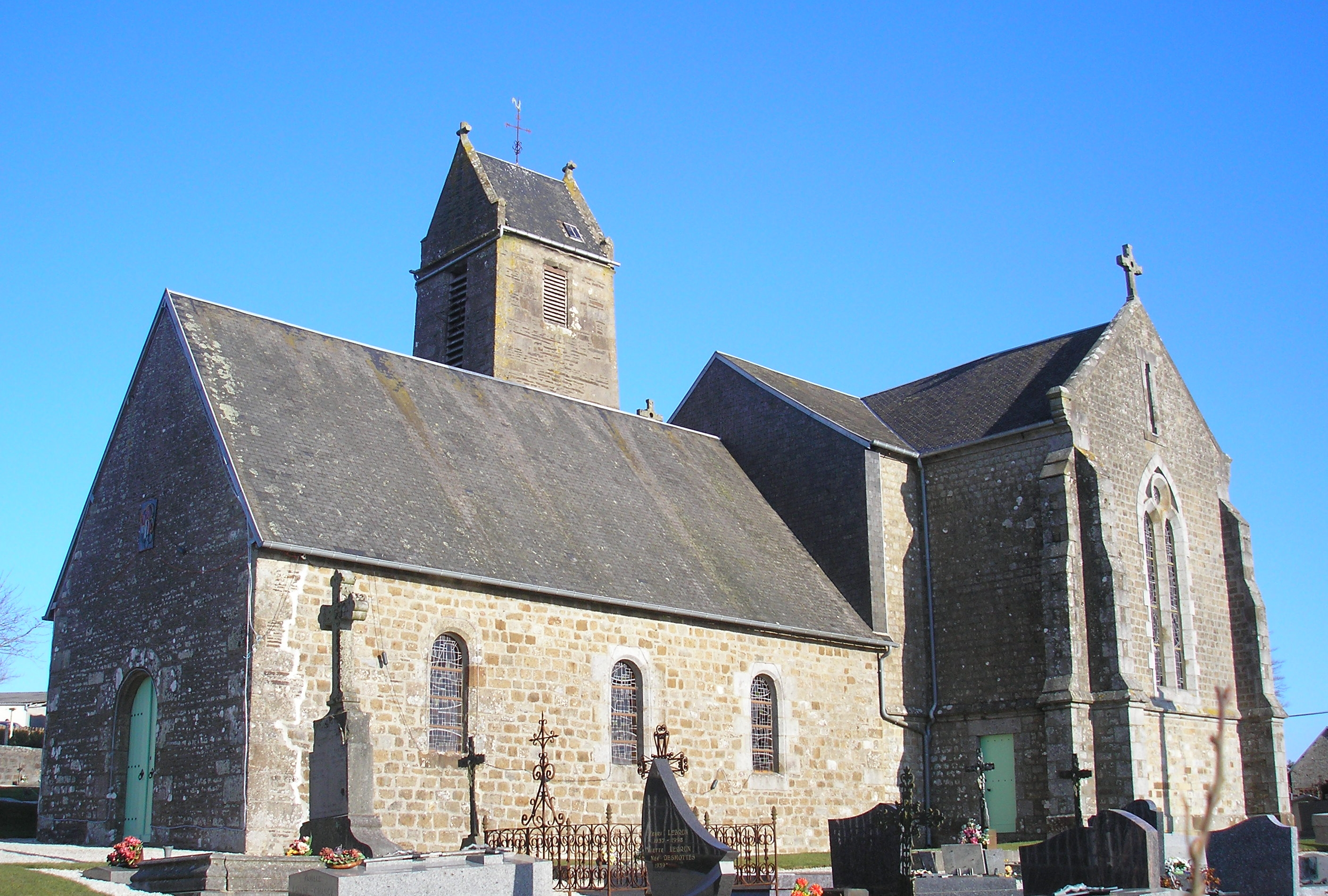
Kirche Sainte-Anne

- Kirche Sainte-Anne